# 応順 (漢)
応 順（應順、おう じゅん、生没年不詳）は、後漢の官僚。字は華仲。本貫は汝南郡南頓県。

## 経歴
若くして郡県に仕え、吏として清廉公正であった。孝廉に察挙され、尚書郎から尚書右丞に転じた。冀州刺史として出向し、廉直無私で知られた。東平国相に転じ、信賞必罰を徹底したため、官吏も法を犯そうとしなかった。応順の執務室の上に梓の樹が生えたため、応順が継母に孝事していることに感応したのであろうと人々は噂した。ときに竇憲が北匈奴討伐に出兵すると、刺史や太守たちはみな子弟を派遣して竇憲に賄賂を届けたが、ひとり応順は贈らなかった。和帝のとき、河南尹・将作大匠となった。将作大匠をつとめること5年、多額の冗費を節減した。

## 家族
応順の妻はもとは汝南郡の鄧元義の前妻であった。鄧元義の父の鄧伯考が尚書僕射となり、鄧元義が郷里に帰ると、妻は洛陽に留まって姑に仕えた。姑は嫁を憎んで、空室に幽閉し、飲食をほとんど与えなかった。妻は日に日に痩せ衰えたが、怨み言をいうことはなかった。後に鄧伯考が怪んでこのことを問い質した。ときに鄧元義の子の鄧朗は年が数歳であったが、「母は病ではなく、ただ飢えに苦しんでいるだけです」と証言した。鄧伯考は涙を流し、「どういう考えで親姑がこのようなひどいことをするのか」といい、嫁を実家に帰させた。彼女は再嫁して応順の妻となった。応順が将作大匠となると、妻は朝車に乗って外出した。鄧元義は路傍で彼女を見て、「あれがわたしの元妻だが、彼女に過ちがあったわけではない。家の夫人が彼女に酷い扱いをしたので出て行ってしまったが、もともと貴くなる相を持っていたのだろう」と人にいった。その子の鄧朗はときに郎となっていた。母が手紙を送っても返事を書かず、手紙は衣裳とともに焼いてしまっていた。母は子に会いたいがために、親戚の李氏の邸に行き、別件にかこつけて鄧朗を呼んでもらった。鄧朗はやってきて母に会うと、再拝して涙を流し、立ち上がって出ていった。母は子を追いかけて、「わたしは何度も死んでしまったかのようです。あなたの家に捨てられてからというもの、わたしに何の罪があって、このような思いをしているのでしょうか」といった。これにより母子の縁は絶えてしまった。
応順には10人の男子があり、みな才学で知られた。中子の応畳は江夏太守となった。応畳の子に応郴があり、応郴は武陵太守となった。応郴の子に応奉があった。

## 伝記資料
- 『後漢書』巻48 列伝第38